# Chotyłów (stacja kolejowa)
Chotyłów – stacja kolejowa w Chotyłowie, w województwie lubelskim, w Polsce, położona na międzynarodowej linii kolejowej E 20 Berlin – Moskwa.

## Ruch pasażerski[1]
| Rok  | Wymiana pasażerska na dobę |
| ---- | -------------------------- |
| 2017 | 150-199                    |
| 2018 | 150-199                    |
| 2019 | 200-299                    |
| 2020 | 100-149                    |
| 2021 | 150-199                    |
| 2022 | 200-299                    |
| 2023 | 200-299                    |

## Historia
Budynek dworca został wzniesiony w roku 1867, gruntownie przebudowany w latach 20. XX w. wg projektu Władysława Kwapiszewskiego, w tzw. stylu dworkowym. Murowany, otynkowany, frontem zwrócony na północ, na planie prostokąta, z węższymi dobudówkami po bokach. Parterowy, z mieszkalnym poddaszem. Elewacje siedmioosiowe, boczne trójosiowe, rozczłonkowane uproszczonymi pilastrami, zwieńczone uproszczonym belkowaniem; we frontowej trójboczny centralny ryzalit, mieszczący przedsionek. Okna zamknięte półkoliście. Dach wysoki, czterospadowy, łamany, z facjatkami w dolnej połaci, kryty blachą, nad przedsionkiem pagodowy. Obecnie posiada status obiektu zabytkowego.
Na zachód od dworca znajduje się dom dróżnika – murowany z cegły, otynkowany, frontem zwrócony na północ, parterowy, siedmioosiowy. Elewacje boniowane na narożach, otwory prostokątne, w szerokich opaskach. Dach dwuspadowy, kryty blachą.
Układ torowy stacji i perony został zmodernizowany w latach 2009–2010. Wybudowano m.in. przejście podziemne wraz z windami dla osób na wózkach oraz całkowicie zmieniono układ peronów.